# Рік потопу
«Рік потопу» (англ. The Year of the Flood) — фантастичний роман-антиутопія канадської письменниці Маргарет Етвуд, де представлено світ, що стоїть на межі екологічної катастрофи, яку створила сама людина. Автор реалістично показала, що може бути, якщо людина занадто відірветься від природи і заохочуватиме прогрес заради прогресу, нібито «на благо іншим», а насправді жити швидкоплинно і намагаючись урвати для себе улюбленого побільше. Є другою частиною трилогії. Першою є «Орикс і Деркач». Третьою частиною є «Божевільний Адам».

## Зміст
Даний роман багато в чому перегукується з романом «Орикс і Деркач». Роман «Рік потопу» починається з вірша, який увійшов у «Книгу гімнів вертоградарів» Маргарет Етвуд. В ньому йдеться про біблійне падіння людини і про те, як одного разу природа підійметься, щоб створити новий Едем. Вперше письменниця використовує власний вірш як епіграф. На відміну від першої частини «Рік Потопу» більше присвячено мешканцям нетрів, що намагаються вижити.
Дія відбувається в тому самому часі, зустрічаються багато героїв з вищезгаданого роману. Безводний потоп знищив звичний світ. Але люди пристосувалися до нових умов, розділилися на тих, хто може собі дозволити добре жити, і тих, хто змушений животіти, і зайнялися ворожнечею і знищенням собі подібних.
Постапокаліптичний світ схожий на сучасний, звичні нам риси мають гротескний, перебільшений характер. Суспільство чітко розділене. Влада в руках корпорацій, чиї працівники живуть в обгороджених комплексах зі своїми школами, лікарнями та іншою інфраструктурою. Між цими комплексами ходять потяги закритими тунелями. Решта світу — нетрі, де правлять кримінальні банди (плебанди), а закони встановлює охоронна організація «КорБеКорп», що забезпечує безпеку корпорацій і яка відіграє роль поліції, армії, розвідки і всіх інших органів правопорядку. Корпорації ведуть гонитви за прибутками і новими технологіями. Фахівців переманюють і викрадають.
Нестримна економія ресурсів призвела до того, що в їжу переробляються навіть людські рештки. А в спробах втекти від реальності люди вдаються до розпусти і різного роду збочень, при цьому прагнучи зберегти видимість нормального життя. Світ знаходиться перед екологічною катастрофою. Багатьох такий світопорядок не влаштовує — але прояв невдоволення призводить до нових, ще більш похмурих змін.
Наука не стільки допомогла людям, скільки поставила їх на край загибелі. У світі майбутнього починається протистояння корпорацій, що спеціалізуються на насильстві і зміні навколишнього середовища за допомогою генної інженерії (створюються нові види тварин і рослин), з рухом Божих садівників («вертроградарів»), які відстоюють «повернення до витоків», відновлення екології, єднання з природою, але нагадують релігійних фанатиків. Божі Садівники є вегетаріанцями, тримають бджіл, вирощують квіти на даху багатоповерхівки, святкують свої власні свята, примушують дітей вчити напам'ять назви вимерлих тварин та закликають людей зберегти залишки природи для нащадків. Водночас поєднують біблійні практики. Очільники Божих Садівників називають себе Адамами і Євами з відповідними номерами., рахуючи від засновника Адама Першого. Обидві сили (корпорації і Божі Садівники), прагнучи перемогти, доходять до абсолютизації своїх цінностей і повного заперечення ідей противників, чим лише погіршують ситуацію, роблячи неможливим мирний розвиток людської цивілізації.
Головними героїнями роману є дві жінки — Тобі і Рен (Бренда), кожна з яких розповідає про трагедію безводного потопу згідно своїх спогадів. Вони втратили рідних і близьких, а тому, пройшовши через численні випробування, були змушені заново шукати своє місце в житті. Тобі — колишній менеджер  спа-салону «НооваТи», Рен — танцівниця на трапеції стрип-клубу і борделю «Луски і хвости». Обидві виживають від час пандемії (безводного потопу), яку спровокував Деркач (Глен) — божевільний вчений з першої частини трилогії, коли запустив вірус для нищення негідного людства.
Тобі щоб заробити собі на життя після смерті батьків (мати померла, а батько вчинив самогубство), намагається продавати спочатку волосся, а потім власні яйцеклітини. Але після другого разу припиняє продавати яйцеклітини, оскільки була інфікована і тепер не може мати дітей. 
Тобі і Рен потрапляють до Божих Садівників, які вчаться на заповітах свого харизматичного лідера Адама Першого, що тлумачить Святе Письмо на екологічний лад. Тобі була врятована Адамом від Бланко, що був начальником й якого підозрювали у нападах на жінок. З часом Тобі стає впливовим членом Божих Садівників. Рен залучається до Божих Садівників через бойфреда матері — Зеба (офіційне ім'я Адам Сьомий на прізвисько «Беззумний Адам»). Втім згодом вони залишають Божих Садівників (Тобі через 6 років, Рен — через 2): Тобі працює адміністратором у спа-салоні "НооваТи". . Рен ходить до школи, де знайомиться з хлопцем Джиммі, але їх стосунки перериваються. Рен навчається в академії Марти Грем, а пізніше, після викрадення свого біологічного батька і відмови матері допомагати їй, потрапляє до елітного нічного клубу "Луски і хвости".

Напередодні Безводного Потопу Рен закривають в ізоляторі клубу, тому їй вдалося пережити пандемію, не заразившись. Аманда, з якою вона зуміла зв'язатися, повернулася і визволила Рен. Рен і Аманда зустрічають хлопців Шекі, Кроуза і Оутса. Їх захоплюють представники однієї з банд, Оутс гине, Рен вдається втекти. Рен потрапляє до Тобі, яка перебула Безводний Потоп, зачинившись у спорожнілому спа-салоні. .Тобі та Рен рушають на порятунок Аманди. Їм на допомогу приходить Зеб, згодом вони зустрічають Джиммі. Роман завершується тим, що Тобі, Рен, Аманда, Джиммі та двоє полонених бандитів сидять біля вогню і слухають як наближається деркачі-мутанти.